# Washington Muñoz
Washington Muñoz (Guayaquil, Guayas, Ecuador, 26 de junio de 1944) es un exfutbolista ecuatoriano. Jugaba de delantero y su único equipo fue el Barcelona Sporting Club de Ecuador. Apodado El Chanfle, por haber tenido el mejor disparo de derecha en la historia del fútbol ecuatoriano y sin duda una de las mejores de Sudamérica.[cita requerida] Es el máximo goleador en la historia del Barcelona Sporting Club de Ecuador con 101 goles oficiales. Sus tiros libres indescifrables vencieron a los mejores arqueros del mundo y fue ícono de su único club.
Es el máximo goleador de las eliminatorias de la Copa América con 2 goles, pese a que su selección no se pudo clasificar (1967).

## Biografía
Nacido en Guayaquil, el 26 de junio de 1944, y surgido de la Liga Deportiva Estudiantil (LDE), jugó toda su carrera profesional en Barcelona, club con el que debutó en julio de 1962. 

## Trayectoria deportiva
Sus disparos indescifrables y espectaculares, con  combas endemoniadas, le dieron a Washington Muñoz el sobrenombre de Chanfle, que lo inmortalizó, y también 101 goles que lo convirtieron en el máximo anotador canario en partidos oficiales (campeonatos de Guayas, nacionales y Copa Libertadores).
Con los amarillos dio siete vueltas olímpicas (tres de Guayas: 1963, 1965 y 1967; cuatro nacionales: 1963, 1966, 1970 y 1971). Muñoz jugó cinco copas Libertadores (1964, 1967, 1969, 1971 y 1972) y en las dos últimas ediciones clasificó a las semifinales, en épocas en que a esa fase avanzaban solo los primeros clubes de cada grupo.
Sus inolvidables disparos con chanfle, de tiro libre o lanzados sobre la marcha, sorprendieron a varios conjuntos sudamericanos y europeos que enfrentaron a Barcelona en juegos amistosos u oficiales.
Uno de los más recordados lo hizo el 20 de agosto de 1967, al Benfica de Portugal, que trajo al astro Eusebio, en el estadio Modelo. Los toreros perdieron 3-2 con el equipo que fue base de la selección lusa que logró el tercer lugar en el Mundial de Inglaterra 1966. El Chanfle le hizo honor a su apodo y marcó un gol que dejó sin reacción al guardameta europeo.
Al Dínamo de Moscú Muñoz le anotó dos tantos con su estilo característico y el ex puntero derecho recuerda que al marcharse al camerino lo seguían dos miembros del cuerpo técnico del equipo soviético. “Me alarmé, pero ellos solo pretendían descubrir que había en mis zapatos”, recordaba Muñoz. Así eran sus goles, increíbles.

## Selección nacional
Ha sido internacional con la Selección de fútbol de Ecuador en 16 ocasiones entre 1965 y 1973.

### Participaciones en Eliminatorias
| Eliminatorias     | Sede            | Resultado    |
| ----------------- | --------------- | ------------ |
| Eliminatoria 1966 | América del Sur | No clasificó |
| Eliminatoria 1970 | América del Sur | No clasificó |
| Eliminatoria 1974 | América del Sur | No clasificó |

### Participaciones en Copa América
| Copa                         | Sede    | Resultado          |
| ---------------------------- | ------- | ------------------ |
| Campeonato Sudamericano 1967 | Uruguay | Ronda Eliminatoria |

## Clubes

### Como futbolista
| Club                          | País    | Año         |
| ----------------------------- | ------- | ----------- |
| L.D. Estudiantil (inferiores) | Ecuador | 1960 - 1961 |
| Barcelona                     | Ecuador | 1962 - 1977 |

#### Participaciones internacionales
| Torneo                 | Club      | Resultado    |
| ---------------------- | --------- | ------------ |
| Copa Libertadores 1964 | Barcelona | Primera fase |
| Copa Libertadores 1967 | Barcelona | Primera fase |
| Copa Libertadores 1969 | Barcelona | Primera fase |
| Copa Libertadores 1971 | Barcelona | Semifinal    |
| Copa Libertadores 1972 | Barcelona | Semifinal    |

## Palmarés

### Campeonatos nacionales
| Título                  | Club      | País    | Año  |
| ----------------------- | --------- | ------- | ---- |
| Campeonato Nacional     | Barcelona | Ecuador | 1963 |
| Campeonato de Guayaquil | Barcelona | Ecuador | 1963 |
| Campeonato de Guayaquil | Barcelona | Ecuador | 1965 |
| Campeonato Nacional     | Barcelona | Ecuador | 1966 |
| Campeonato de Guayaquil | Barcelona | Ecuador | 1967 |
| Campeonato Nacional     | Barcelona | Ecuador | 1970 |
| Campeonato Nacional     | Barcelona | Ecuador | 1971 |